# Масайтис, Виктор Людвигович
Ви́ктор Лю́двигович Маса́йтис (21 июля 1927, Ленинград, СССР — 21 июля 2019, Санкт-Петербург, Россия) — советский и российский учёный-геолог, специалист в области петрологии изверженных пород и импактитов.

## Биография
Родители Виктора Людвиговича перебрались в Петроград из Литвы в 1914 году, спасаясь от немецкого вторжения. Родился он 21 июля 1927 года в Ленинграде.
В 1950 году окончил Ленинградский горный институт. С этого же года стал работать во Всесоюзном научно-исследовательском геологическом институте, где трудился вплоть до выхода на заслуженный отдых.
В 1958—1962 годах работал в Северной Корее главным геологом советско-корейской экспедиции, которая вела геологическую съёмку и поиски полезных ископаемых, открыла месторождения урана, составила геологическую карту Кореи.
Виктор Масайтис был выдающимся полевым геологом и разведчиком недр. В общей сложности он провёл более 30 полевых сезонов в диких районах Сибири, которые ранее не были геологически исследованы. Позже Виктор вспоминал: «Самые яркие впечатления я получил от своих геологических маршрутов по сибирской тайге. Многие сотни километров пешком, на оленях, плотах или резиновых лодках навсегда остались в моей памяти».
Умер 21 июля 2019 года. Похоронен на Смоленском православном кладбище в городе Санкт-Петербурге.

## Научная деятельность
В начале своих исследований Виктор Людвигович в составе Тунгусско-Ленской экспедиции ВСЕГЕИ под руководством Ивана Ивановича Краснова участвовал в  составлении первой карты прогноза алмазоносности Сибирской платформы, где были намечены возможные районы нахождения кимберлитов. Работы первых геологов-алмазников стали основой для последующего открытия кимберлитовых диатрем и алмазных месторождений Западной Якутии. В то время В.  Л.  Масайтис занимался изучением траппов. Им была обнаружена и детально изучена первая в  бассейне Вилюя дифференцированная трапповая интрузия, по результатам исследования которой в 1956 году он защитил кандидатскую диссертацию «Петрология Аламджахской трапповой интрузии».
С 1956 года член Российского минералогического общества (РМО).
В 1963 году Виктор Людвигович вернулся к исследованиям магматических пород Восточной Сибири. Среди главных результатов его многолетних исследований — установление широкого распространения базитов более древних, чем широко известные пермо-триасовые траппы Тунгусской синеклизы, систематика этих образований и  создание эволюционной модели магматизма Сибирской платформы. Эти результаты были им обобщены в докторской диссертации «Допермские базиты Сибирской платформы» (1970).
Председатель комиссии РМО по космической минералогии.
С 1972 по 1996 года преподавал в университетах Санкт-Петербурга, Москвы, Красноярска, Праги, Стокгольма.

### Публикации
Книги
- Масайтис В. Л. Там, где алмазы. — СПб.: ВСЕГЕИ, 2016. — 384 с. — ISBN 978-5-93761-241-0.
- Масайтис В. Л. Где там алмазы? Сибирская Диамантиада. — СПб.: ВСЕГЕИ, 2004. — 216 с. — ISBN 5-93761-064-4.
- Масайтис В. Л., Мащак М. С., Райхлин А. И., Селивановская Т. В., Шафрановский Г. И. Алмазоносные импактиты Попигайской астроблемы. — СПб.: ВСЕГЕИ, 1998. — 179 с.
- Петрографический кодекс. Магматические и метаморфические образования / сост. В. В. Жданов, Б. А. Марковский, В. Л. Масайтис, Н. П. Михайлов, З. Д. Москаленко, Ю. Д. Пушкарев, Н. А. Румянцева, Л. Н. Шарпенок, К. Л. Шмелева, Л. С. Егоров, В.А. Глебовицкий, К. А. Шуркин. — СПб.: ВСЕГЕИ, 1995. — 128 с.
- Масайтис В. Л., Москалева В. Н., Румянцева Н. А., Голынко И. Н., Дагелайская И. Н., Мошкин В. Н., Никольская И. П., Орлов Д. М., Орлова М. П., Остроумова А. С., Порошин Е. Е., Слодкевич В. В., Станкевич Е. К., Трофимов В. А., Центер И. Я., Чурилин Н. С., Шарпенок Л. Н., Шнай Г. К. Принципы и методы оценки рудоносности геологических формаций. Магматические формации. — Л.: Недра, 1983. — 259 с.
- Андреева Е. Д., Богатиков О. А., Бородаевская М. Б., Гоньшакова В. И., Егоров Л. С., Ефремова С. В., Коваленко В. И., Малеев Е. Ф., Марковский Б. А., Масайтис В. Л., Михайлов Н. П., Наседкин В. В., Петрова М. А., Полунина Л. А., Ротман В. К., Румянцева Н. А., Филиппова Т. П., Фролов В. Т., Фролова Т. И., Хворова И. В., Щербакова М. Н. Классификация и номенклатура магматических пород. — М.: Недра, 1981. — 160 с.
- Масайтис В. Л., Данилин А. Н., Мащак М. С., Райхлин А. И., Селивановская Т. В., Шаденков Е. М. Геология астроблем. — Л.: Недра, 1980. — 231 с.
- Масайтис В. Л., Москалева В. Н., Румянцева Н. А., Богидаева М. В., Благулькина В. А., Дагелайская И. Н., Колбанцев Р. В., Леднева В. П., Малахов И. А., Марковский Б. А., Михайлов Н. П., Мошкин В. Н., Никольская И. П., Орлов Д. М., Орлова М. П., Порошин Е. Е., Сарсадских Н. Н.,  Селивановская Т. В., Семенов Ю. Л., Чурилин Н. С. Магматические формации СССР. — Л.: Недра, 1979. — Т. 1. — 318 с.
- Масайтис В. Л., Москалева В. Н.,  Румянцева Н. А., Александрова С. В., Беляев Г. М., Блюман Б. А., Быковская Е. В., Верхало-Узский В. Н., Горецкая Е. Н., Демидова Т. Я., Кангур М. А., Лесков С. А., Мошкин В. Н., Никольская И. П., Орлова М. П., Остроумова А. С., Павлова В. В., Павлова Т. Н., Решетова С. А., Ротман В. К.,Станкевич Е. К., Толмачёва Е. В., Трофимов В. А., Центер И. Я., Шарпенок Л. Н., Шнай Г. К. Магматические формации СССР. — Л.: Недра, 1979. — Т. 2. — 279 с.
- Абрамович И. И., Бурков Ю. К., Груза В. В., Жуков Р. А., Клушин И. Г., Коробков А. И., Масайтис В. Л., Романовский С. И., Ткачев Ю. А., Шульц С. С. Методы теоретической геологии. — Л.: Недра, 1978. — 335 с.
- Масайтис В. Л., Михайлов М. В., Селивановская Т. В. Попигайский метеоритный кратер. — М.: Наука, 1976. — 124 с.

Статьи
- Masaitis V. L. Impact structures of northeastern Eurasia: The territories of Russia and adjacent countries (англ.) // Meteoritics & Planetary Science[англ.]. — 1999. — Vol. 34, no. 5. — P. 691—711. — ISSN 1086-9379. — doi:10.1111/j.1945-5100.1999.tb01381.x.
- Grieve R. A. F., Masaitis V. L. The Economic Potential of Terrestrial Impact Craters (англ.) // International Geology Review[англ.]. — 1994. — Vol. 36, no. 2. — P. 105—151. — ISSN 0020-6814. — doi:10.1080/00206819409465452.
- Koeberl C., Masaitis V. L., Shafranovsky G. I., Gilmour I., Langenhorst F., Schrauder M. Diamonds from the Popigai impact structure, Russia (англ.) // Geology[англ.]. — 1997. — Vol. 25, no. 11. — P. 967—970. — ISSN 0091-7613. — doi:10.1130/0091-7613(1997)025%3C0967:DFTPIS%3E2.3.CO;2.
- Масайтис В. Л., Футергендлер С. И., Гневушев М. А. Алмазы в импактитах Попигайского метеоритного кратера // Записки Всесоюзного минералогического общества. — 1972. — Т. 101, № 1. — С. 108—112.
- Masaitis V. L. Popigai crater: Origin and distribution of diamond-bearing impactites (англ.) // Meteoritics & Planetary Science. — 1998. — Vol. 33, no. 2. — P. 349—359. — ISSN 1086-9379. — doi:10.1111/j.1945-5100.1998.tb01639.x.
- Kettrup B., Deutsch A., Masaitis V. L. Homogeneous impact melts produced by a heterogeneous target?: Sr-Nd isotopic evidence from the Popigai crater, Russia (англ.) // Geochimica et Cosmochimica Acta[англ.]. — 2003. — Vol. 67, no. 4. — P. 733—750. — ISSN 0016-7037. — doi:10.1016/S0016-7037(02)01143-2.
- El Goresy A., Dubrovinsky L. S., Gillet P., Mostefaoui S., Graup G.,  Drakopoulos M., Simionovici A. S., Swamy V., Masaitis V. L. A new natural, super-hard, transparent polymorph of carbon from the Popigai impact crater, Russia (англ.) // Comptes Rendus Géoscience. — 2003. — Vol. 335, no. 12. — P. 889—898. — ISSN 1631-0713. — doi:10.1016/j.crte.2003.07.001.
- Масайтис В. Л. Пермский и триасовый вулканизм Сибири: проблемы динамических реконструкций // Записки Всесоюзного минералогического общества. — 1983. — Т. 112, № 4. — С. 412—425.
- Масайтис В. Л. Импактные алмазы Попигайской астроблемы: основные свойства и практическое применение // Записки Российского минералогического общества. — 2013. — Т. 142, № 2. — С. 1—10. — ISSN 0869-6055.
- Salminen J., Donadini F., Pesonen L. J., Masaitis V. L., Naumov M. V. Paleomagnetism and petrophysics of the Jänisjärvi impact structure, Russian Karelia (англ.) // Meteoritics & Planetary Science. — 2006. — Vol. 41, no. 12. — P. 1853—1870. — ISSN 1086-9379. — doi:10.1111/j.1945-5100.2006.tb00456.x.

## Семья
Жена: Татьяна Велиславовна Селивановская (род. 05.09.1937) — геолог, кандидат геолого-минералогических наук.

## Награды и премии
- За достигнутые трудовые успехи, многолетнюю добросовестную работу и активную общественную деятельность награждён Орденом Дружбы (2015)[5].
- За заслуги в научной деятельности присвоено почётное звание «Заслуженный деятель науки Российской Федерации» (1996)[6].
- Достижения В. Л. Масайтиса в открытии и изучении импактных кратеров отмечены медалью Баррингера[англ.], присуждённой ему Международным метеоритным обществом (1991)[7]. Он был первым российским учёным, удостоенным этой награды.
- За совокупность пионерских работ по выявлению и исследованию импактных структур (астроблем), за создание петрогенетической модели импактитов, что привело к новому пониманию их роли в истории Земли и к открытию месторождений технических алмазов присуждена премия Правительства Санкт-Петербурга в области геологических и геофизических наук и горного дела имени А. П. Карпинского (2008)[8].
- Лауреат юбилейного знака «375 лет вхождения Якутии в состав России»[9].